# クリオネの灯り
『クリオネの灯り』（クリオネのあかり）は、ナチュラルレインによる日本のオンライン小説作品。2012年に書籍化された。2005年に舞台が上演され、2017年7月より9月まで10分枠の短編テレビアニメが放送された。

## 概要
いじめをテーマとした作品で、作品の形態は文章とグラフィックによって構成されている。
2004年にナチュラルレインが自身のホームページ上に作品を掲載。2007年、Yahoo! JAPAN「ネットの名作！泣けるサイト特集」に選出され、サイトのアクセス総数100万件を突破し、話題となる。
メディアミックス展開としては、2005年に舞台が上演。2012年にイースト・プレスより書籍化、2013年には電子書籍アプリが配信。2017年に10分枠の短編テレビアニメが放送された。

## あらすじ
ずっといじめられっ子のレッテルを貼られていた実の笑顔を見たいと、方と杏子は実に話しかける。そして、そのことをきっかけに3人は一緒にいるようになる。しかし実の笑顔は見られないまま、実は遠くの街の病院に入院してしまう。
そしてそれから二ヶ月が過ぎたころ、方と杏子のもとに隣町の夏祭りを知らせる差出人不明で返信不可のメールが届く。

## 登場人物
小説版とアニメ版では、一部設定が異なる。声の項については、アニメ版の声優を示す。

### 主要人物
ミノリ/雨宮実（あまみや みのり）
声 - 松村沙友理（乃木坂46）
本作の主人公。両親を早くに亡くし、伯母の家で過ごしている。体が弱く、また金銭的に自由がきかない等の理由でいじめの標的とされてしまっていた。担任より亡くなった事が告げられた。
タカシ/碧井方（あおい たかし）
声 - 大平峻也
杏子の幼馴染。実を助けたいと思っているが、なかなか行動できないでいる。
キョウコ/月橋杏子（つきはし きょうこ）
声 - 原奈津子
タカシの幼馴染。実のことを気にかけている。

### その他のキャラクター
小説版でも「たこやきブラザーズ」として登場するが、アニメ版ではじめて個別に名前が設定された。
ゲン/磯崎源（いそざき げん）
声 - 藤田勇紀
コウスケ/沖島航介（おきしま こうすけ）
声 - 大橋岬
ショウタ/砂山翔太（さやま しょうた）
声 - 月野もあ

### アニメオリジナルキャラクター
ナナミ/雪音七海（ゆきね ななみ）
声 - 佐々木李子
同級生のユカ、ノリコとガールズバンドを結成し、ミュージシャンを目指している。
ユナ/凪乃遊夏（なぎの ゆな）
声 - 飯田里穂
カホ/一ノ瀬佳帆（いちのせ かほ）
声 - 鈴木愛奈
サヤカ/浜沙耶花（はま さやか）
声 - 影山灯
いのうえ先生/井上桜（いのうえ さくら）
声 - 葵井歌菜

### ラジオドラマオリジナルキャラクター
ユカ
声 - 小見川千明
同級生のナナミ、ノリコとガールズバンドを結成し、ミュージシャンを目指している。
ノリコ
声 - 大森日雅
同級生のユカ、ノリコとガールズバンドを結成し、ミュージシャンを目指している。
アカリ
声 - 宮木南美

## 楽曲
イメージソング
空ヲ飛ブ風（ボーカル Ver.）歌 - なき
空ヲ飛ブ風（原曲・ピアノ Ver./アコースティックギター Ver./オルゴール Ver.）演奏 - さとる
空ヲ飛ブ風（ラララハミングVer.）歌 - やなぎなぎ

## 書籍
- クリオネの灯り
  - 書籍版 2012年6月25日、イースト・プレス、ISBN 978-4-78-160765-8
  - 電子書籍アプリ版 2013年3月12日、iPhone・iPad・Android[3]

## 舞台
ヴォイスストーリー「クリオネの灯り」は梅ヶ丘BOXにて2005年8月28日に上演された。主催は劇団ユキマナ。
スタッフ
- 原作 - ナチュラルレイン
- 演出 - 山川敦也
- 出演 - 齋藤夕貴、黒葛原まどか、大谷安治
- 協力 - For tomorrow、アコルト、Funny Junk

## テレビアニメ
2017年3月に制作が発表され、同年7月より9月までTOKYO MXほかにて10分枠のショートアニメとして放送された。
アニメに先駆けて特別番組『クリオネの灯り放送直前特番「音楽の灯り」』が放送された。

### スタッフ
- 監督 - 石川プロ[4]
- 原案・キャラクター原案 - ナチュラルレイン[4]（イースト・プレス刊）
- シリーズ構成 - ナチュラルレイン、尾中たけし
- アニメキャラクター・コーディネート - 小室未来
- 美術監督 - 西山正矩、高野正道
- 色彩設計 - 長谷川美穂
- 撮影監督 - 板倉あゆみ
- 編集 - 柳圭介
- 音響監督・音楽 - 伊豆一彦[4]
- 音楽制作 - CSIプロモーション
- プロデューサー - 見谷泰道
- アニメーションプロデューサー - 稲村努、藤田力
- 副監督 - 布施木一喜
- アニメーション - drop[4]
- 制作 - 京風とまと[4]
- 製作 - ナチュラルレイン/「クリオネの灯り」製作委員会

### 主題歌
オープニングテーマ「クリオネの灯り」
作詞 - 出口陽 / 作曲・編曲 - 石田秀登 / 歌 - aki
エンディングテーマ「空ヲ飛ブ風」
作詞 - Natural-rain / 作曲 - Satoru / 編曲 - HASSE / 歌 - aki
挿入歌
「百日の花 －ヒャクニチノハナ－」（第3話、第6話）
作詞 - テルジヨシザワ / 作曲・編曲 - 佐々木久夫 / 歌 - 佐々木李子
「クリオネの灯り」～アコースティックver～（第4話）
作詞 - 出口陽 / 作曲 - 石田秀登 / 編曲 - 伊豆一彦 / 歌 - aki

### 各話リスト
| 話数   | サブタイトル       | 脚本                        | 絵コンテ | 演出         | 作画監督           |
| ------ | ------------------ | --------------------------- | -------- | ------------ | ------------------ |
| 第1話  | 独りぼっち         | ナチュラルレイン 尾中たけし | 石川プロ | 布施木一喜   | 小室未来           |
| 第2話  | 約束               | ナチュラルレイン 尾中たけし | 熊本健士 | 津田義三     | 大森理恵、福島豊明 |
| 第3話  | 勇気               | ナチュラルレイン 尾中たけし | 石川プロ | 布施木一喜   | 志賀道憲           |
| 第4話  | 水族館             | MOLICE ナチュラルレイン     | 熊本健士 | 小室未来     | 小川一郎、金子みき |
| 第5話  | また明日           | MOLICE ナチュラルレイン     | 石川プロ | 福元しんいち | 和田伸一、高橋信也 |
| 第6話  | 百日の花           | ツカサ ナチュラルレイン     | 石川プロ | 津田義三     | 大森理恵           |
| 第7話  | 祭の賑わい         | ツカサ ナチュラルレイン     | 石川プロ | 布施木一喜   | 小川一郎           |
| 第8話  | 小さな灯台         | MOLICE ナチュラルレイン     | 石川プロ | 小室未来     | 今井武志           |
| 第9話  | 灯台とテトラポッド | ツカサ ナチュラルレイン     | 石川プロ | 布施木一喜   | 小川一郎           |
| 第10話 | 祭りの後、朝の光   | ツカサ ナチュラルレイン     | 石川プロ | 布施木一喜   | 仲原悠哉           |
| 第11話 | 未来の想い出       | MOLICE ナチュラルレイン     | 石川プロ | 福元しんいち | 岩田幸子           |
| 第12話 | クリオネの灯り     | ツカサ ナチュラルレイン     | 石川プロ | 小室未来     | 小室未来           |

### 放送局
| 放送期間                | 放送時間                      | 放送局         | 対象地域       | 備考                        |
| ----------------------- | ----------------------------- | -------------- | -------------- | --------------------------- |
| 2017年7月12日 - 9月27日 | 水曜 20:20 - 20:30            | AT-X           | 日本全域       | CS放送 / リピート放送あり   |
|                         | 水曜 22:30 - 22:40            | TOKYO MX       | 東京都         |                             |
| 2017年7月13日 - 9月28日 | 木曜 0:00 - 0:10（水曜深夜）  | とちぎテレビ   | 栃木県         |                             |
|                         |                               | サンテレビ     | 兵庫県         |                             |
| 2017年7月14日 - 9月29日 | 金曜 2:59 - 3:09（木曜深夜）  | 南海放送       | 愛媛県         |                             |
| 2017年7月17日 - 10月2日 | 月曜 0:30 - 0:40 （日曜深夜） | BSフジ         | 日本全域       | BS放送 / 『アニメギルド』枠 |
|                         | 月曜 2:00 - 2:10（日曜深夜）  | 西日本放送     | 岡山県・香川県 |                             |
| 2017年7月19日 - 10月4日 | 水曜 2:29 - 2:39（火曜深夜）  | ミヤギテレビ   | 宮城県         |                             |
| 2017年8月6日 -          | 日曜 2:40 - 2:50（土曜深夜）  | 福島中央テレビ | 福島県         |                             |

| 配信期間                | 配信時間        | 配信サイト             |
| ----------------------- | --------------- | ---------------------- |
| 2017年7月12日 - 9月27日 | 水曜 19:00 更新 | Amazonプライム・ビデオ |

| 放送期間      | 放送時間                     | 放送局     | 対象地域 |
| ------------- | ---------------------------- | ---------- | -------- |
| 2017年6月28日 | 水曜 22:45 - 22:55           | TOKYO MX   | 東京都   |
| 2017年6月29日 | 木曜 0:15 - 0:25（水曜深夜） | サンテレビ | 兵庫県   |

### BD
| 巻 | 発売日         | 収録話         | 規格品番 |
| -- | -------------- | -------------- | -------- |
| 上 | 2017年10月27日 | 第1話 - 第6話  | SMIB-19  |
| 下 | 2017年11月24日 | 第7話 - 第12話 | SMIB-20  |

### ラジオ
『クリオネの灯り〜男子たちの放課後〜』は、1314 V-STATIONでは2017年7月2日から10月29日まで、HiBiKi Radio Stationでは同年7月5日から11月1日まで放送していたラジオ番組。それぞれ日曜日と水曜日に週1回配信された。全18回。パーソナリティはタカシ役の大平峻也、ゲン役の藤田勇紀、コウスケ役の大橋岬。また、同年10月9日より全4回でラジオドラマ「クリオネの灯り」が放送され、同作を収録したCDがAmazon Recordsより2018年1月22日に発売された。
ゲスト
第1 - 10回、13回、16 - 18回はゲストなし。
- 第11回・12回 - 原奈津子（月橋杏子 役）
- 第14回・15回 - 月野もあ（砂山翔太 役）